# 阿列克谢·康斯坦丁诺维奇·安东诺夫
阿列克谢·康斯坦丁诺维奇·安东诺夫（俄语：Алексей Константинович Антонов，羅馬化：Aleksey Konstantinovich Antonov，1912年6月8日—2010年7月9日）苏联党和国家领导人，苏联部长会议副主席，电气工业部部长。

## 生平
出生于格罗德诺（现白俄罗斯）的教师家庭。1935年毕业于列宁格勒理工学院，在白海-波羅的海運河设计局担任工程师。后在列宁格勒机械制造工厂担任重要职位。1965年至1980年长期担任苏联电气工业部部长，1980年至1988年担任苏联部长会议副主席，1985年至1988年担任苏联常驻经济互助委员会代表。1988年退休。
2010年7月9日在莫斯科逝世，被安葬在特罗耶库罗夫公墓。

## 荣誉
- 社会主义劳动英雄荣誉称号（1982年6月7日）
- 4枚列宁勋章
- 十月革命勋章（1976年3月10日）
- 4枚劳动红旗勋章
- 荣誉勋章（1957年6月21日）
- 斯大林奖三等奖（1951年）
- 友谊勋章（捷克斯洛伐克，1982年6月14日）[3]